# Orihove, Antrațît
Orihove (în ucraineană Оріхове) este un sat în așezarea urbană Dubivskîi din orașul regional Antrațît, regiunea Luhansk, Ucraina.

## Demografie
Componența lingvistică a localității Orihove
     Ucraineană (68,78%)
     Rusă (30,88%)
     Alte limbi (0,17%)
Conform recensământului din 2001, majoritatea populației localității Orihove era vorbitoare de ucraineană (68,78%), existând în minoritate și vorbitori de rusă (30,88%).